# Issiaga Sylla
Issiaga Sylla (* 1. Januar 1994 in Conakry) ist ein guineischer Fußballspieler, der aktuell beim HSC Montpellier in der Ligue 1 spielt.

## Karriere

### Verein
Sylla begann seine fußballerische Ausbildung beim Horoya AC in Guinea. Dort spielte er mindestens einmal im Rückspiel der ersten Runde der CAF Champions League gegen MAS Fes. Im Sommer 2012 wechselte er nach Frankreich zum Erstligisten FC Toulouse. Nachdem er dort zunächst nur für die zweite Mannschaft gespielt hatte, debütierte er am 4. Mai 2013 (35. Spieltag) in der Startelf gegen den OSC Lille. Zwei Wochen darauf (37. Spieltag) lief er, wie zuletzt schon im linken Mittelfeld auf und schoss gegen den FC Sochaux sein erstes Tor zur zwischenzeitlichen 1:0-Führung (Endstand:2:1). In der gesamten Saison kam er nur in den letzten vier Ligaspielen zum Einsatz und schoss dabei das eine Tor. Zur Folgesaison wurde er Stammspieler und schoss in 36 Saisoneinsätzen vier Tore und legte eines vor. Nachdem er in der Folgesaison nach 12 Einsätzen ein Tor geschossen hatte, spielte er in der Rückrunde gar nicht mehr.
Daraufhin wurde er an den Ligakonkurrenten GFC Ajaccio verliehen. Er debütierte am 8. August 2015 (1. Spieltag) gegen den ES Troyes AC, als er über die gesamte Spielzeit auf dem Platz stand. Für Gazelèc machte er 34 Ligaspiele und bereitete dabei vier Tore vor.
Nach seiner Rückkehr bekam er seinen Stammplatz zurück und spielte 27 Mal, wobei er ein Tor schoss. 2017/18 spielte er 25 Mal, traf einmal und gab drei Vorlagen. Nachdem er in der Folgesaison zunächst nicht oft gespielt hatte, spielte er gegen Saisonende öfter und traf insgesamt zweimal in 24 Einsätzen. In der darauf folgenden Saison spielte er jedes Ligaspiel bis zum Ligaabbruch, 28 Mal. Am Ende der Saison stieg er Sylla mit Toulouse als Tabellenletzter in die Ligue 2 ab.
Aufgrund dessen wurde er an den Aufsteiger RC Lens verliehen. Er debütierte am 23. August 2020 (1. Spieltag) gegen den OGC Nizza, als er bei der 2:1-Niederlage in der 77. Minute für Ismaël Boura eingewechselt wurde. Bei einem 3:0-Sieg über die AS Monaco schoss er sein erstes Tor zur 1:0-Führung. Bei Lens wechselte er immer zwischen Startelf und Ersatzbank und kam im Durchschnitt in jedem zweiten Spiel zum Einsatz.
Im Januar 2023 verließ der Spieler Toulouse nach über zehn Jahren im Verein und wechselte zum HSC Montpellier.

### Nationalmannschaft
Sylla debütierte für die A-Nationalmannschaft seines Landes in einem Testspiel gegen Venezuela, als er über die vollen 90 Minuten spielte. Gegen die Mosambik gab er in einem WM-Qualifikationsspiel sein Pflichtspieldebüt ebenfalls über die gesamte Spielzeit. 2015 spielte er mit Guinea beim Afrika-Cup, wo er in jedem Gruppenspiel zum Einsatz kam, sein Team aber ohne ihn im Achtelfinale ausschied. Vier Jahre später spielte er beim Afrika-Cup alle vier Spiele bis zum erneuten Ausscheiden in der Runde der letzten 16. Bei Guinea war er spätestens seit dem Februar 2013 absoluter Stammspieler in der Nationalmannschaft.